# André Popp
André Charles Jean Popp (Fontenay-le-Comte, 19 februari 1924 – Parijs 10 mei 2014) was een Frans componist, arrangeur en scenarioschrijver.
Popp werd geboren in de Vendée in een gezin met een Frans-Nederlandse achtergrond. Popp definieerde zichzelf als autodidact. Zijn muzikale carrière begon hij als kerkorganist achter het harmonium, toen de lege plek moest worden gevuld van de abt die in 1939 in verband met de Tweede Wereldoorlog onder de wapenen werd geroepen. gedurende de oorlog studeerde hij muziek aan het religieuze instituut Saint-Joseph. In de jaren 50 ging hij werken voor Radiodiffusion-télévision française (RTF) waar hij de programmamuziek componeerde voor Club d'Essai en La Bride sur le cou. Eind jaren 50, begin jaren 60 orkestreerde Popp een aantal albums van Juliette Gréco. Hij schreef mee aan drie inzendingen voor het Eurovisiesongfestival: in 1960 het winnende liedje "Tom Pillibi", gezongen door Jacqueline Boyer, in 1964 was "Le chant de Mallory", gezongen door Rachel Ros goed voor een vierde plaats en "L'amour est bleu" bezorgde Vicky Leandros in 1967 namens Luxemburg eveneens een vierde plaats. Dit laatste nummer werd later als "Love is Blue" in de Verenigde Staten een nummer 1-hit in de instrumentale versie van Paul Mauriat.
Popp is ook bekend als componist van het muziekstuk Piccolo, Saxo et Compagnie, een muzikaal verhaal op tekst van Jean Broussolle bedoeld om aan kinderen uitleg te geven bij de instrumenten van het symfonieorkest.
In 1957 kwam Popp, samen met Pierre Fatosme, met "Delirium in Hi-Fi" (originele titel "Elsa Popping et sa musique sidérante"). Dit was een experiment met de opnametechnieken van die tijd. Zijn compositie "Manchester et Liverpool", een popliedje gezongen door Marie Laforêt werd vanaf begin jaren 70 bekend in de Sovjet-Unie, omdat de melodie ervan op televisie werd gebruikt als achtergrondmuziek bij de weerberichten.
André Popp overleed in zijn appartement in Parijs op de dag dat zijn laatste interview met Benoît Duteurtre werd uitgezonden door de zender France Musique.
- Biblioteca Nacional de España: XX1074714
- Bibliothèque nationale de France: cb138986085 (data)
- Gemeinsame Normdatei: 135132339
- International Standard Name Identifier: 0000 0001 2027 2853
- Library of Congress Control Number: n81066249
- Nationale Bibliotheek van Letland: 000160011
- MusicBrainz: 9a6761de-e96b-40b5-ad55-9d5379de5df0
- Bibliotheek van het Japanse parlement: 001173923
- Nationale Bibliotheek van Tsjechië: mzk2011646061
- Nationale Bibliotheek van Israël: 987007506575205171
- Nederlandse Thesaurus van Auteursnamen: 071555137
- Istituto Centrale per il Catalogo Unico: CFIV208512
- Système universitaire de documentation: 111084679
- Virtual International Authority File: 64192865
- WorldCat: E39PBJjHgJfctFDBvwPXXmQDv3